# Афропитек
Афропитек (лат. Afropithecus) — ископаемый примат, который жил в Африке и Аравии в эпоху миоцена, 16—18 млн лет назад. Название роду было дано Ричардом Лики в 1986 году. В роду насчитывается только два вида — Afropithecus turkanensis и Afropithecus leakeyi (гелиопитек). Некоторые авторы выделяют их из семейства Проконсулиды (Proconsulidae) в отдельное семейство Афропитециды (Afropithecidae), либо в подсемейство Афропитецины (Afropithecinae) в семействе Проконсулиды.

## Анатомия
Как многие другие ископаемые узконосые обезьяны, афропитек отличается по строению зубов, в частности, по большим выдающимся резцам и маленьким клыкам. Слой эмали толстый, пригодный для разгрызания орехов и прочей пищи с жёсткой оболочкой. Эта особенность создала для афропитека эволюционное преимущество по сравнению с проконсулом и другими более ранними видами обезьян, что и позволило расширить ареал из Африки в Евразию (грифопитек). По строению скелета афропитек напоминает как Proconsul nyanzae так и сивапитека. По некоторым примитивным чертам в строении черепа афропитек схож даже с египтопитеком.
Отличают афропитека от проконсула большие размеры тела и маленькие, узкие, удлинённые орбиты глаз. Сходство имеется также с моротопитеком (KNM-MO 26, KNM-WK 16999) и анойяпитеком. Большинство авторов считает этот вид стволовым среди узконосых обезьян, либо родственным ныне существующим большим (орангутан, горилла, шимпанзе), а может быть и малым (гиббоновые) человекообразным обезьянам.